# شركة أفلام غومونت
شركة أفلام غومونت (بالإنجليزية: Gaumont Film Company)‏ هي شركة إنتاج أفلام فرنسية، تأسست في 1895، وهي أول وأقدم شركة أفلام في العالم ، تأسست قبل استوديوهات أخرى مثل Pathé (تأسست عام 1896) ، Titanus (1904) ، Nordisk Film (1906) ، Universal ، Paramount و Nikkatsu يقع مقرها في نويي-سور-سين، وباريس، تم تأسيسها بواسطة ليون غومون ‏.

## روابط خارجية
- شركة أفلام غومونت على موقع IMDb (الإنجليزية)
- شركة أفلام غومونت على موقع IMDb (الإنجليزية)
- شركة أفلام غومونت على موقع الموسوعة البريطانية (الإنجليزية)